# جوناثان رومان
جوناثان رومان (بالإنجليزية: Jonathan Romain)‏ هو حاخام بريطاني، ولد في 24 أغسطس 1954 في لندن في المملكة المتحدة.